# Slåndyna
Slåndyna (Polystigma rubrum) är en svampart. Slåndyna ingår i släktet Polystigma och familjen Phyllachoraceae.  Arten är reproducerande i Sverige.

## Underarter
Arten delas in i följande underarter:
- ussuriense
- rubrum

## Bildgalleri

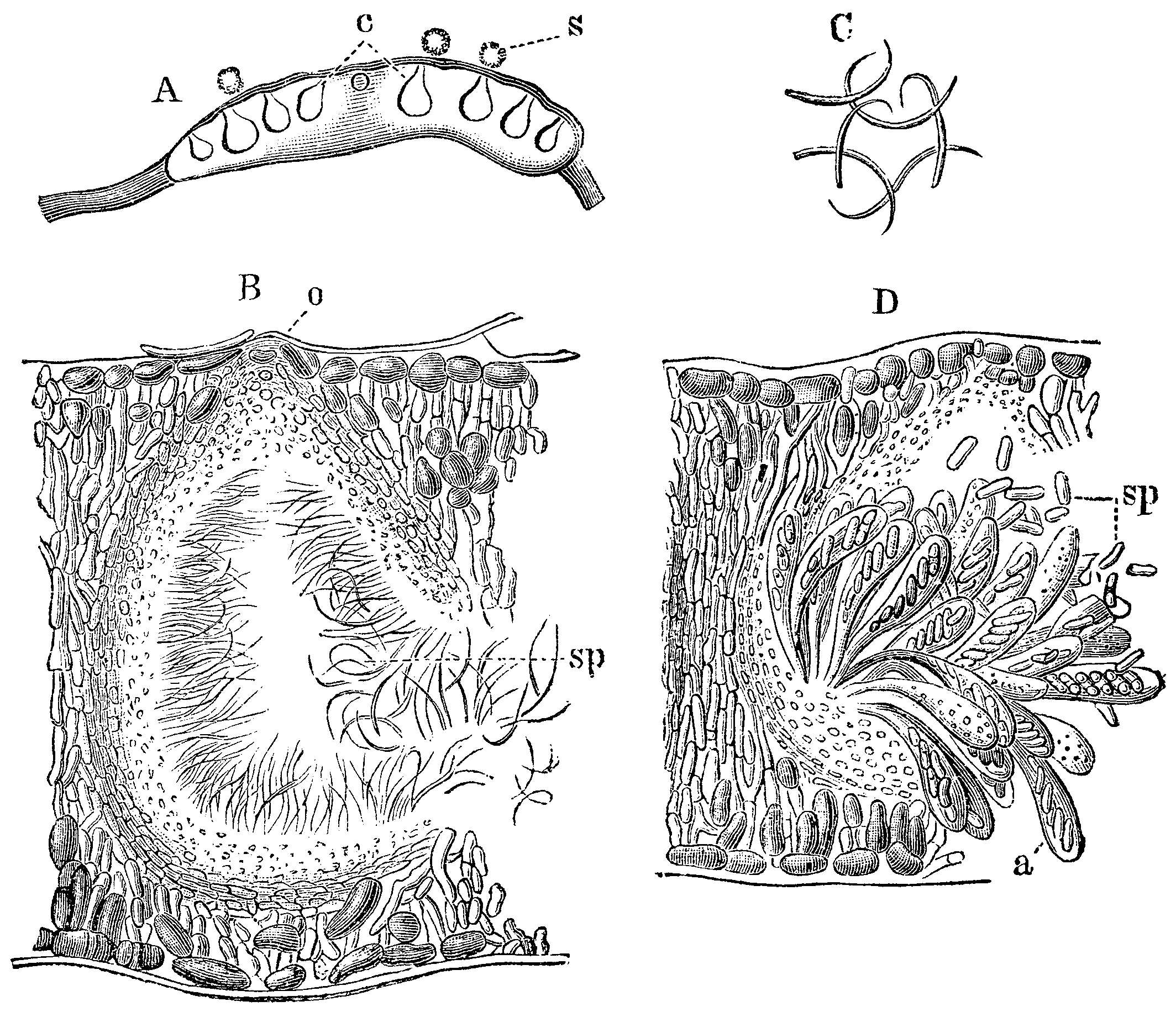
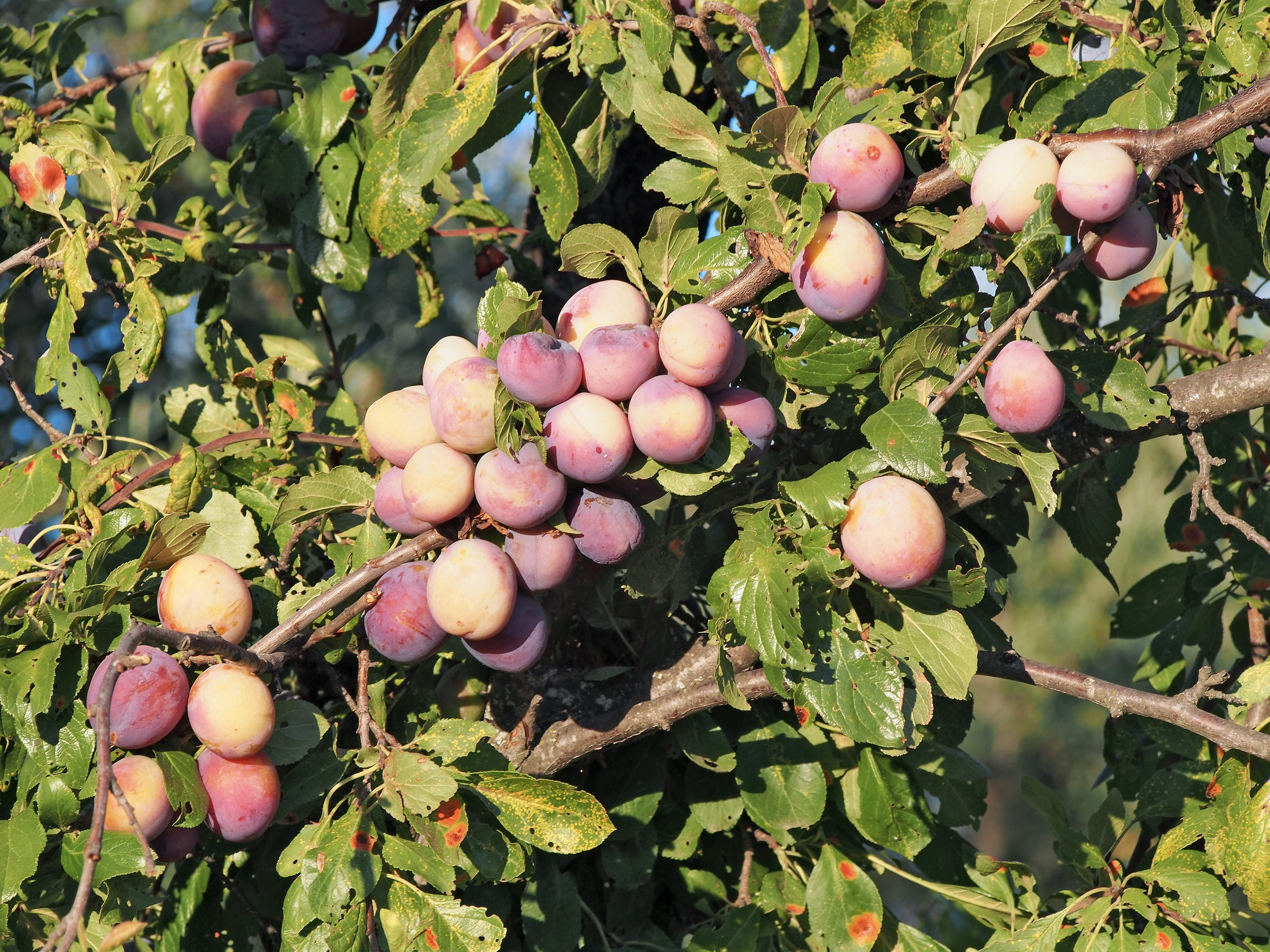
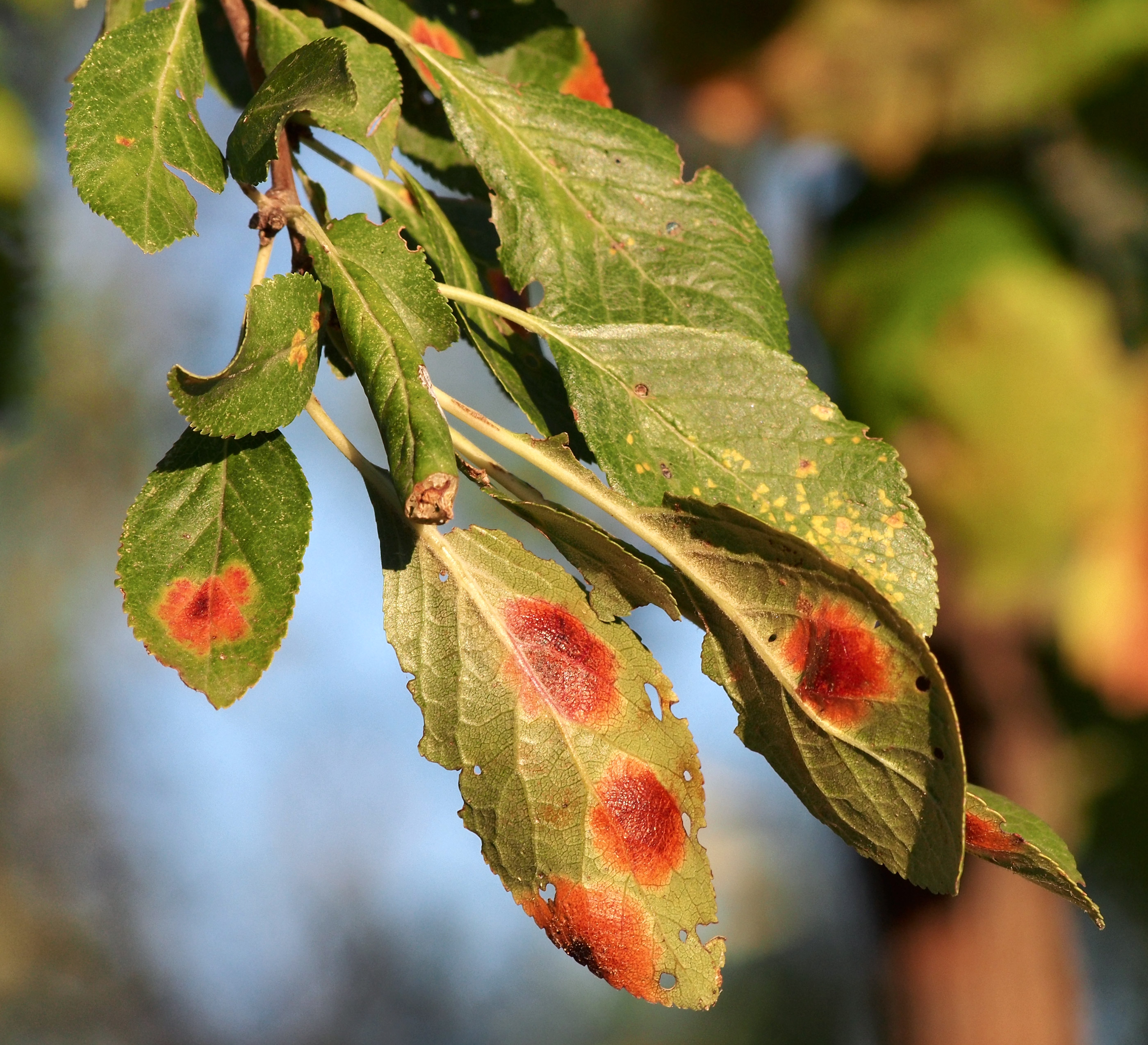